# Popovka (Bélgorod)
|  | Per a altres significats, vegeu «Popovka». |

Popovka - Поповка (rus) - és un poble de l'óblast de Bélgorod, a Rússia. El 2010 tenia 510 habitants. Pertany al districte (raion) de Xebékino.